# Опочинка
Опочинка — река в России, протекает в Солецком районе Новгородской области и в Дновском районе Псковской области. Устье реки находится в 6 км по левому берегу реки Леменка в деревне Горки. Длина реки составляет 12 км.

## Данные водного реестра
По данным государственного водного реестра России относится к Балтийскому бассейновому округу, водохозяйственный участок реки — Шелонь, речной подбассейн реки — Волхов. Относится к речному бассейну реки Нева (включая бассейны рек Онежского и Ладожского озера).
Код объекта в государственном водном реестре — 01040200412102000024731.